# Bolivia Mar
Bolivia Mar es una playa de 5 km de costa y 800 m de ancho, que el Perú le comodató a Bolivia, por un periodo de 99 años renovables, el 24 de enero de 1992, ubicada a 17 km al sur de la ciudad de Ilo y a 462 km al oeste de La Paz. Se encuentra en la provincia de Ilo, del departamento de Moquegua, brindada a Bolivia para uso turístico. Y actualmente es un territorio bajo la administración de la ciudad de Ilo, hasta que Bolivia decida asumir la misma. El acuerdo fue firmado por el entonces presidente peruano, Alberto Fujimori, y su homólogo boliviano, Jaime Paz Zamora.

## Descripción
Se proyectaba que la concesión serviría para reducir los lazos comerciales con los puertos chilenos de Iquique y Arica, por donde Bolivia ingresa y despacha la mayor parte de su mercadería, y dejar atrás por fin la paradoja de que su acceso al océano dependa del país que se quedó con el departamento del Litoral, el cual le daba acceso al océano Pacífico tras la guerra homónima (1879-1884), en la cual Bolivia y Perú se enfrentaron a Chile.

Gran victoria nacional, por volver a ser un país marítimo.
Jaime Paz Zamora, presidente boliviano

Los convenios de Ilo firmados en 1992 estipulaban «la cesión de Bolivia Mar». Pero también otros dos elementos: crear una zona franca industrial en la ciudad peruana de Ilo y dar facilidades a los bolivianos para que puedan usar las instalaciones portuarias de esa localidad. El acuerdo no significaba secesión territorial o libertad boliviana para hacer lo que mejor le convenga, eso expresó el desacuerdo del Consulado de Bolivia en Ilo, que expresó que el Estado boliviano no tiene permitido construir un puerto y la playa solo se limita para comercio turístico.
También pesa mucho el hecho de que el Gobierno boliviano no ve factible invertir en Bolivia Mar, ya que esto afectaría sus aspiraciones geopolíticas contra Chile, pues el Gobierno de Santiago lo usaría de excusa para denegar rotundamente otorgarle algún enclave o mango de sartén soberano. 
Estratégicamente, La Paz prefiere invertir en el puerto de Ilo para contrarrestar a Arica e Iquique, de esa forma no interviene en su política exterior de salida al mar por el norte chileno, y a la vez lograr reducir su dependencia de los puertos norchilenos.

## Historia
El inicio del desarrollo de un enclave para Bolivia en la costa sur peruana, comenzó luego del ataque por parte de Sendero Luminoso a la embajada boliviana en Lima el 17 de junio de 1992, La Paz reclamaba compensaciones de buena fe al gobierno de Alberto Fujimori debido a ese incidente cometido contra su delegación diplomática, esto hizo que el gobierno de ambos países comiencen conversaciones que llegaron a la idea de un puesto comercial en Ilo para Bolivia como una compensación por la destrucción del edificio diplomático altiplánico.
El acuerdo de 1992 pactado por Alberto Fujimori y Jaime Paz Zamora, buscaba la construcción de centros turísticos por parte de Bolivia, pero lo escarpado del terreno y el difícil acceso obligaban a una inversión de algunos cientos de millones de dólares para construir la infraestructura necesaria. Bolivia no ha tenido la iniciativa, probablemente por falta de recursos.

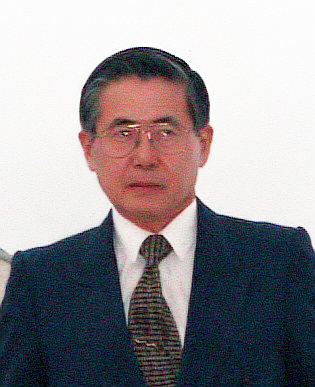
Alberto Fujimori Presidente del Perú (1990-2000)
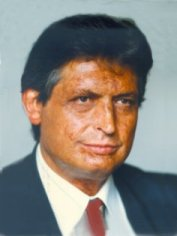
Jaime Paz Zamora Presidente de Bolivia (1989-1993)

En el 2010, el acuerdo fue mejorado con los gobiernos de Alan García y Evo Morales. El Perú concedió una extensión territorial de 163,5 hectáreas dentro de la Zona Franca Industrial de Ilo por un plazo de 50 años renovables. El pacto preveía la posibilidad de ampliación de la capacidad operativa del puerto para el atraque de buques de gran calado. También se amplió esta zona franca turística de 2 kilómetros cuadrados a 3,58 kilómetros cuadrados. El nuevo convenio también incluía un convenio de cooperación entre las Marinas de Guerra de ambos países, y se autorizaba a que buques de la Armada boliviana navegaran en Ilo con fines de cooperación e instrucción.

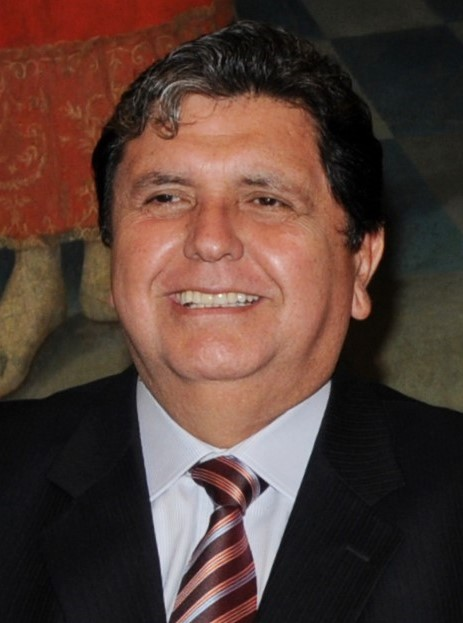
Alan García Presidente del Perú (2006-2011)
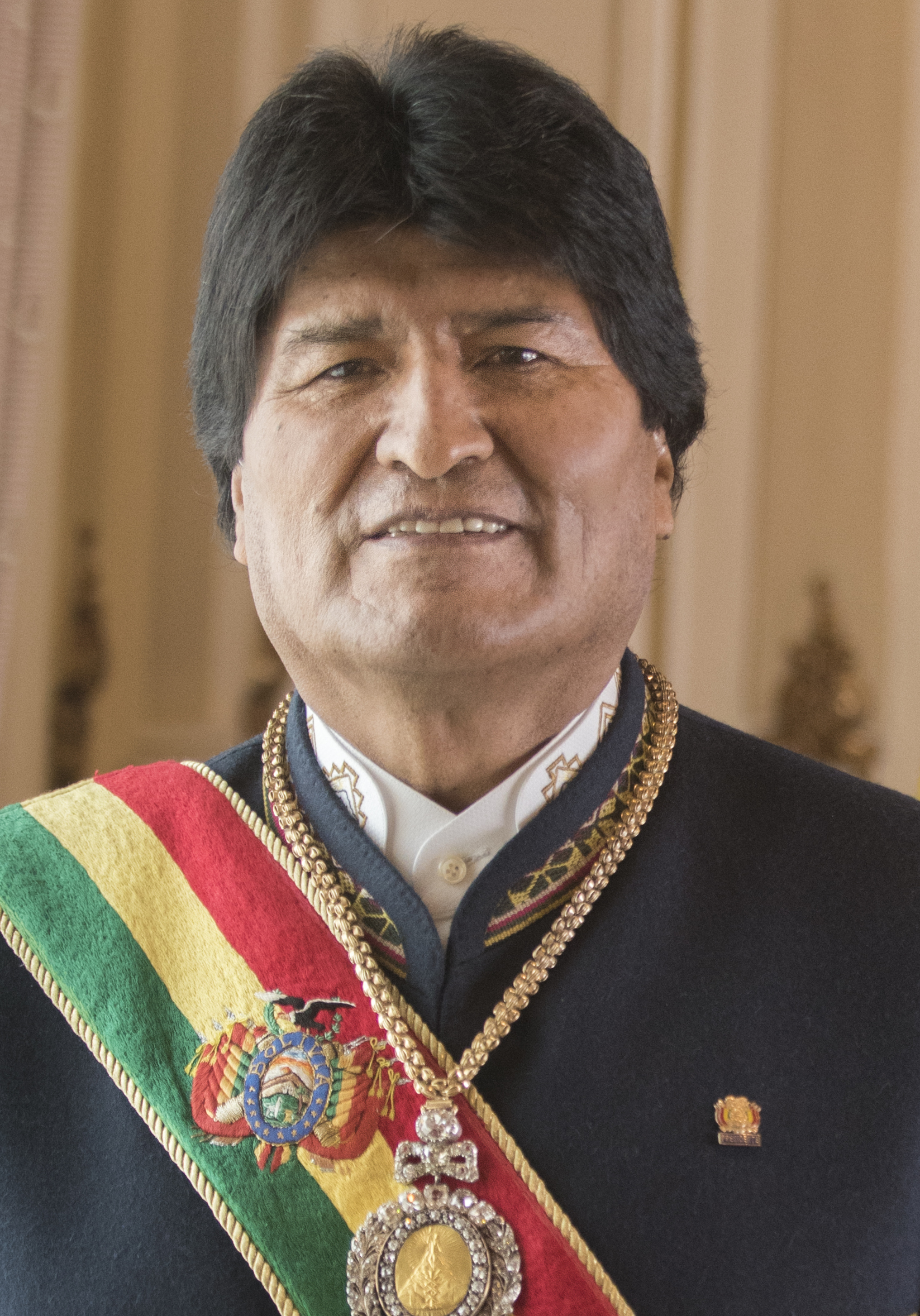
Evo Morales Presidente de Bolivia (2005-2019)

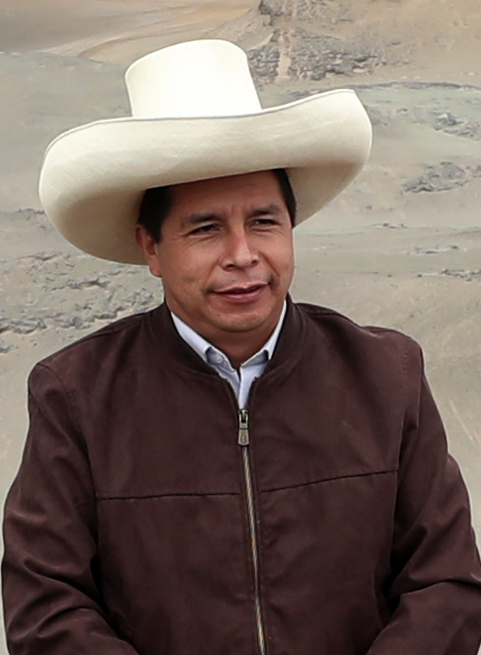
Pedro Castillo, Presidente del Perú (2021-2022)

En 2022, Pedro Castillo, habló de la posibilidad de dar un acceso al mar a Bolivia mediante una consulta popular, lo que desató una polémica en el Perú contra Castillo, llegándose a realizar una denuncia por traición a la patria, por lo que el presidente peruano tuvo que aclararar su postura, haciendo mención que hacia referencia al territorio de Bolivia Mar, así también como de una ampliación de la zona.

"El concepto de conceder mar a Bolivia es el mismo que tuvieron los expresidentes Fujimori y García, con la condición de que podríamos ampliar las zonas de Bolivia Mar con la ventaja de desarrollar un polo de crecimiento económico y turístico con inversiones de ese hermano país".
Pedro Castillo, Presidente peruano

## Acceso

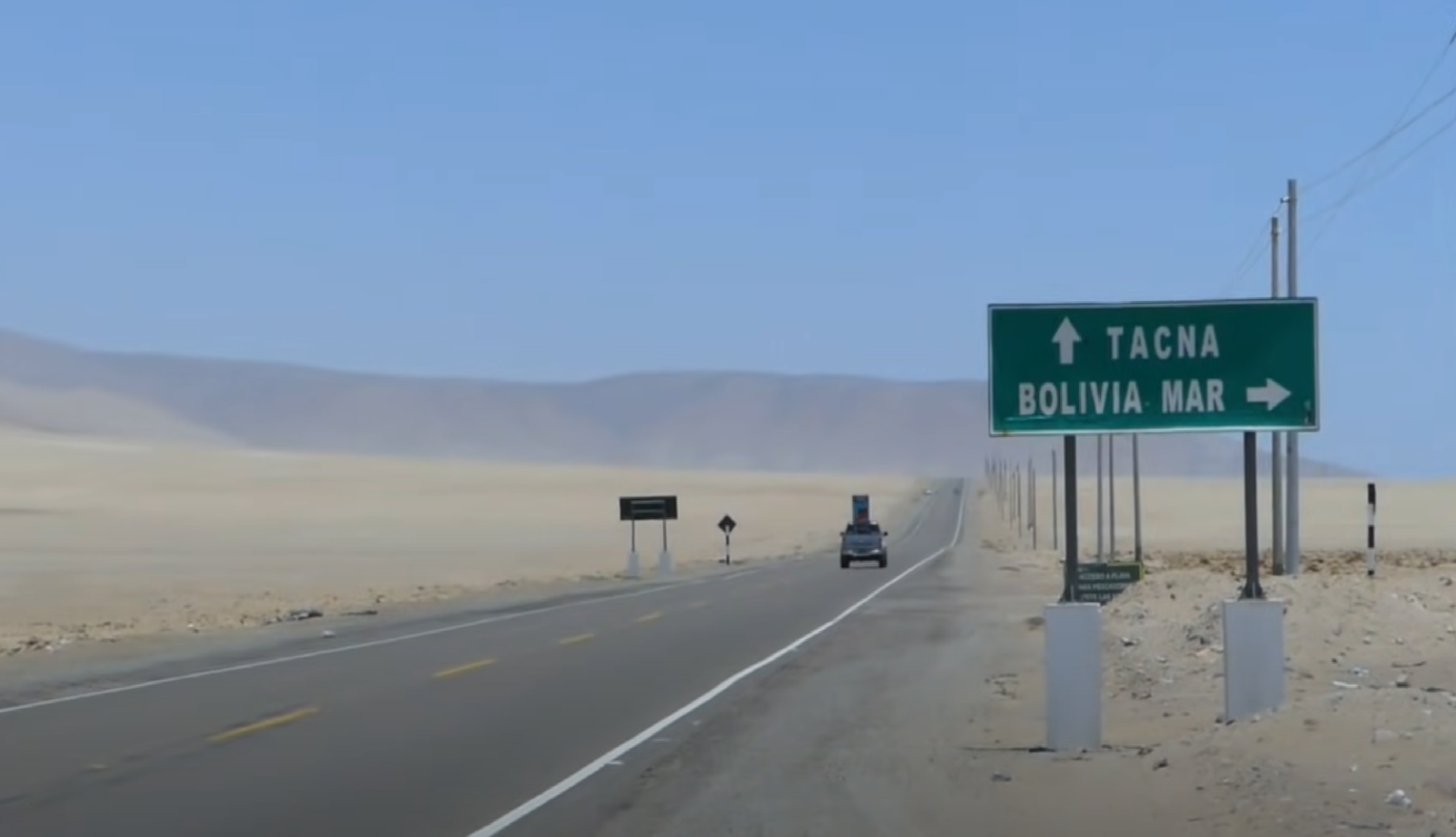
Cartel en la carretera señalando Bolivia Mar.

Al sur de la Costanera, la carretera que recorre el litoral peruano, hay un cartel verde con letras blancas que invita a seguir de frente para llegar a la ciudad de Tacna, en la frontera con Chile, o a doblar a la derecha y tomar un camino de tierra para acceder a Bolivia Mar.